# 松本光正
松本 光正（まつもと みつまさ、1943年4月8日 - ）は日本の医師。催眠医療や漢方薬を診療に取り入れる。中村天風研究家であり、天風会の講師。また、日本笑い学会講師、彩の国いきがい大学講師、シニア大楽講師など数多くの講演活動を行っている。
少ない薬と安価な医療を心がけ、外来をこよなく愛す内科医であり、「笑いはすべての病気の予防、治療になる」、「笑う門には福来たる。プラス思考が大切」をモットーとしている。趣味は野草、巨木を見ること、名所旧跡、温泉地を尋ね歩くこと。

## 経歴
大阪生まれの東京育ち。駒場東邦高等学校の2年生の時に中村天風の最晩年の弟子として指導を受ける。1962年に駒場東邦高等学校を卒業。1969年に北海道大学医学部を卒業。1972年に医療生協さいたま勤務、浦和民主診療所所長に就任。1995年におおみや診療所所長に就任。2009年から関東医療クリニック院長。

## 著書
- 『食品添加物の「非」科学』（芽ばえ社、1986年10月）川口啓明（共著）
- 『お金いらずのダイエット』あなたもプラス思考でやせられる（地湧社、2003年3月）
- 『「健診病」にならないために』健診数値なんて気にするな！（日新報道、2005年3月）
- 『血圧心配症ですよ！』（本の泉社、2008年10月）
- 『呆けない人の15の習慣』（本の泉社、2009年12月）
- 『「健診病」なんかに負けるな！』検査、検査でかえって病気をつくってませんか？（日新報道、2010年6月）
- 『笑いと健康―君子医者に近寄らず』（本の泉社、2010年12月）
- 『高血圧を自力で治す本』（マキノ出版、2011年12月1日）大櫛陽一ほか（共著）
- 『健康不安と過剰医療の時代』（長崎出版、2012年3月15日） 井上芳保ほか（共著）
- 『飲み方をかえれば漢方は効く』効き目がよくわかる漢方薬ハンドブック（本の泉社、2012年9月21日）
- 『人生いきいき 笑いは病を防ぐ特効薬』（芽ばえ社、2012年12月2日）
- 『癌は治さなくていい』（長崎出版、2013年4月16日）
- 『高血圧はほっとくのが一番』（講談社、2014年4月22日）
- 『中村天風を学ぶ−三人の弟子が語る「泰然自若」の生き方』（ザブック、2015年10月15日）
- 『検診・手術・抗がん剤に頼らない癌の本』（あっぷる出版社、2015年11月16日）
- 『やってはいけない高血圧治療　ドクター歴48年のベテラン医師が告発する薬漬け医療の闇』（角川書店、2017年3月24日）
- 『中村天風の教え 君子医者に近寄らず』（あっぷる出版社、2017年10月3日）

### その他
- 雑誌『壮快』2010年5月号、マキノ出版
- 雑誌『壮快』2010年10月号、マキノ出版
- DVD『薬で下げない血圧革命』（松本光正サポート事務局、2011年）[2]